# Liste des préfets du Val-d'Oise
Cet article recense, par ordre chronologique, les hauts fonctionnaires de la France qui ont occupé le poste de préfet du Val-d'Oise, depuis que ce département a été créé en 1964 à partir de territoires appartenant précédemment à la Seine-et-Oise.
Les préfets du Val-d'Oise siègent à l'hôtel de préfecture de Cergy depuis 1970.

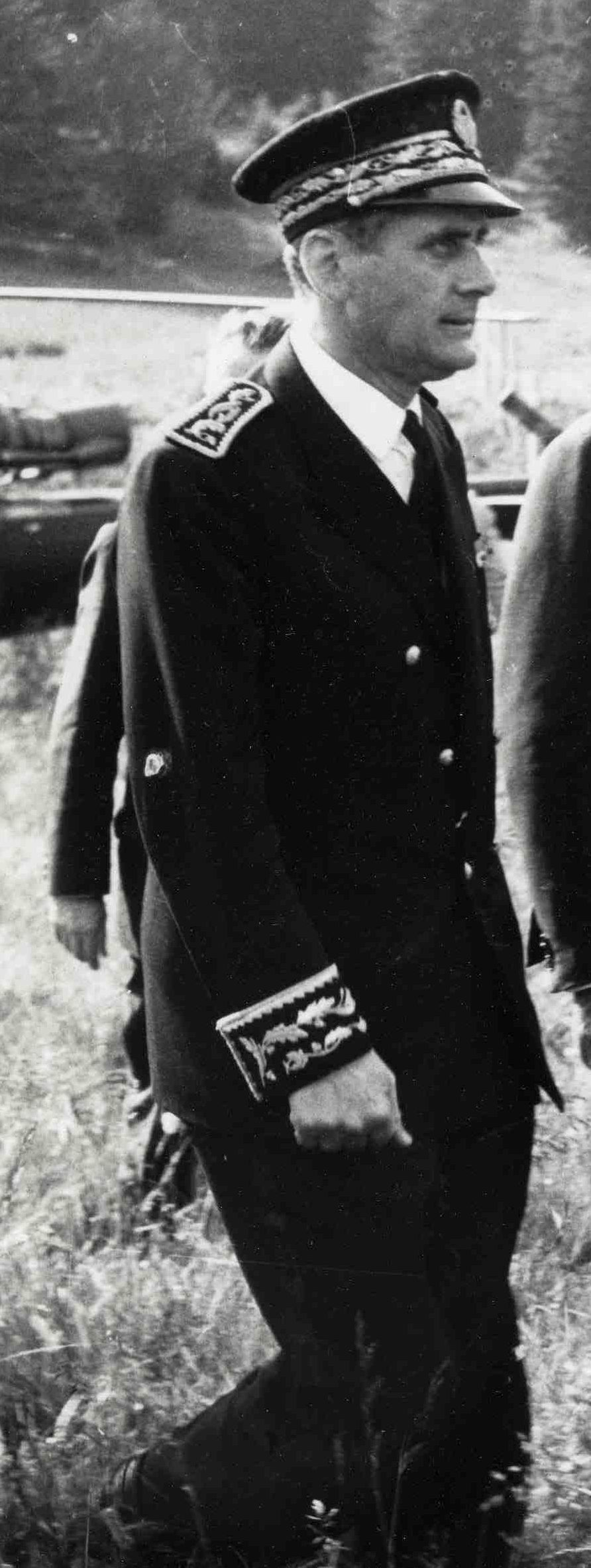
Maurice Paraf (d) (1967–1971)
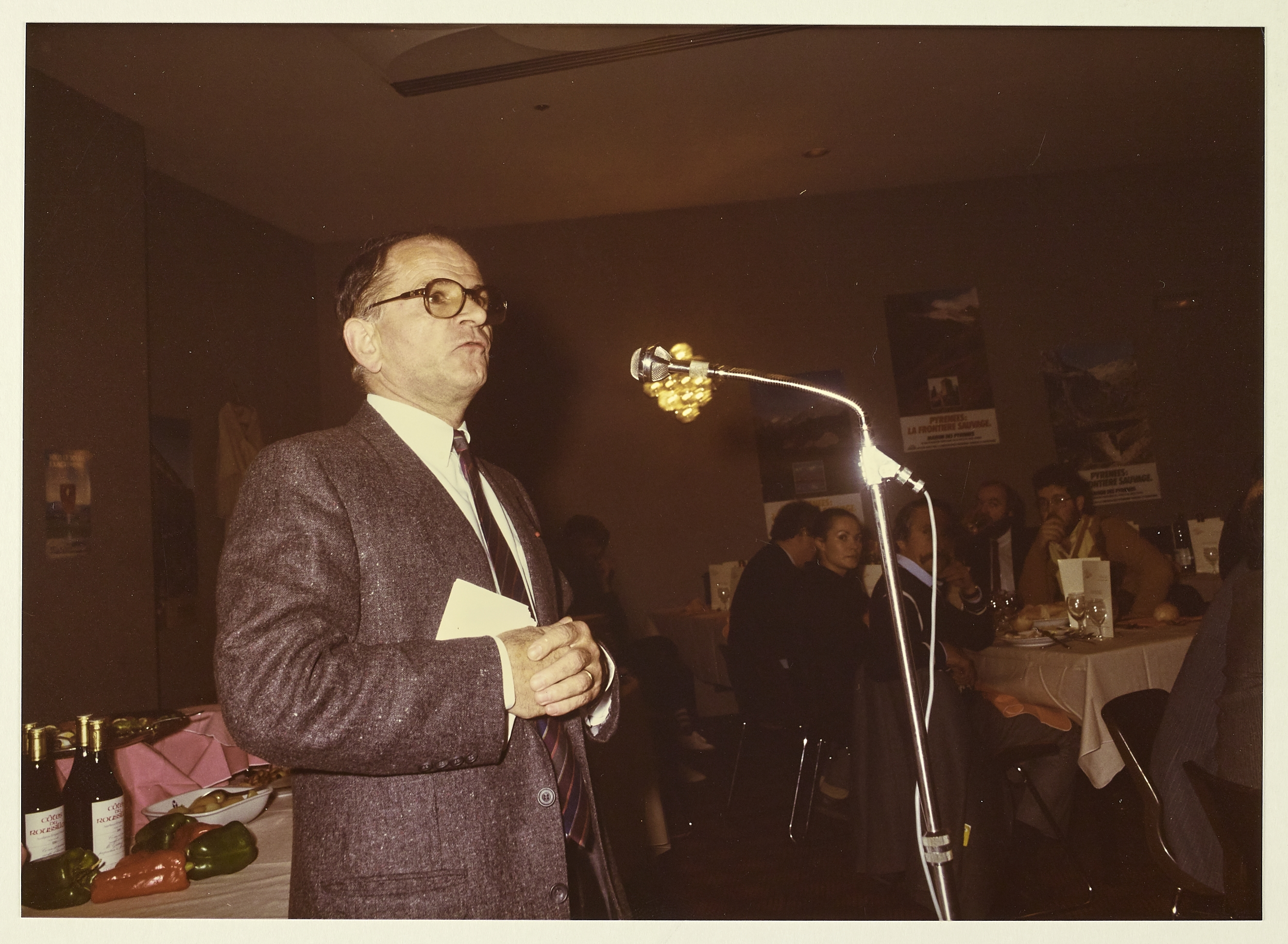
Gilbert Carrère (d) (1974–1979)
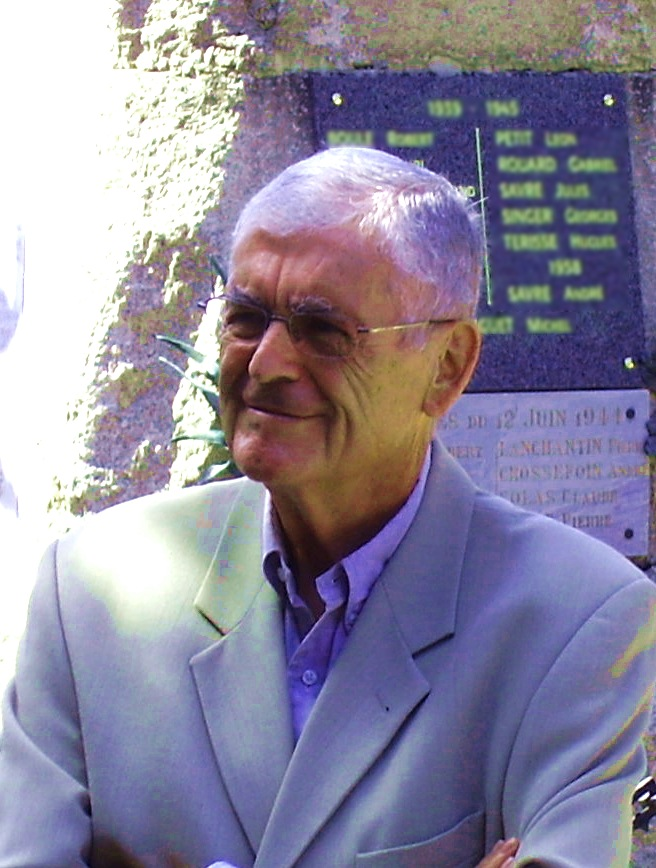
Jean-Pierre Lacroix (1998–1999)
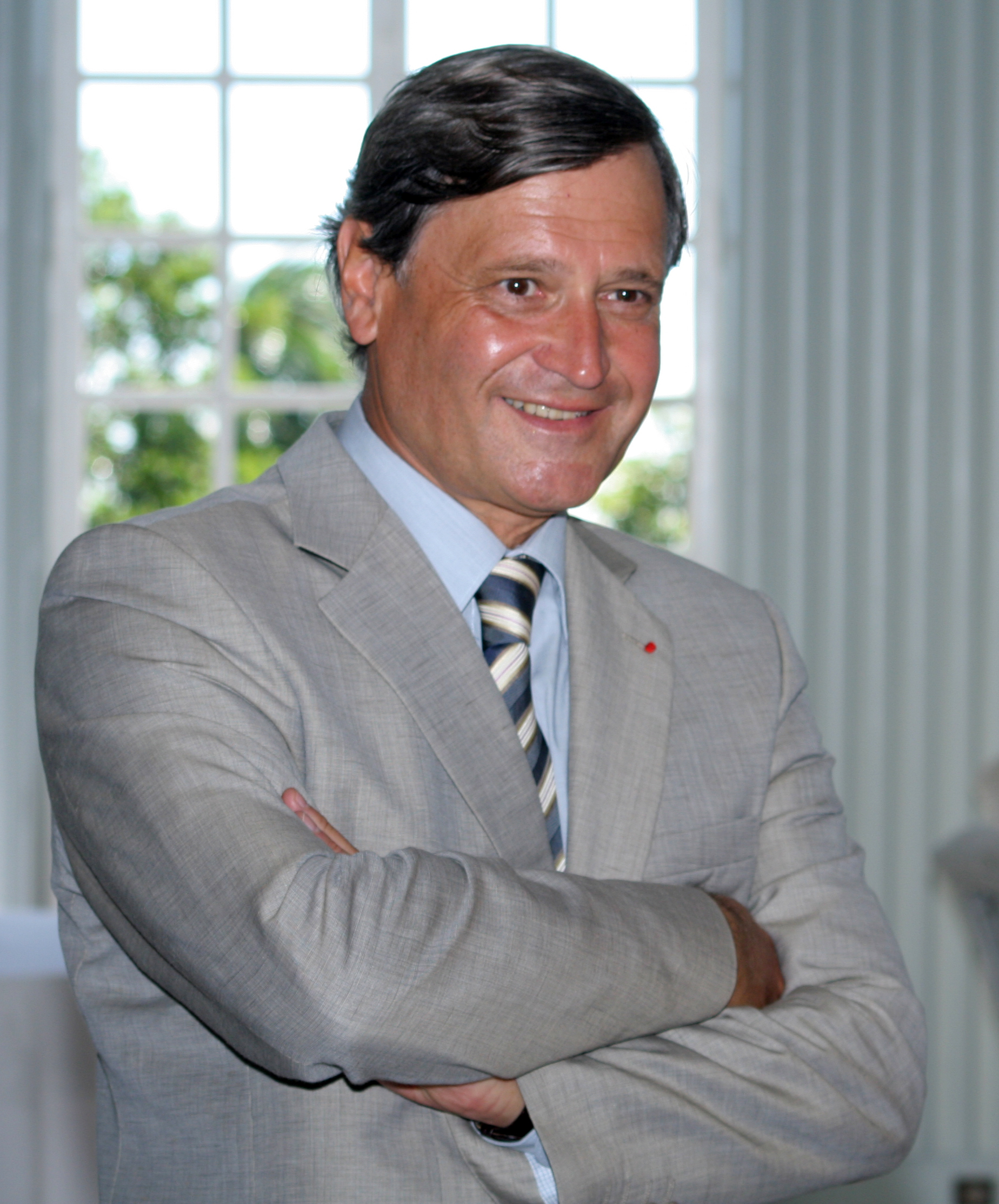
Pierre-Henry Maccioni (en) (2010–2013)
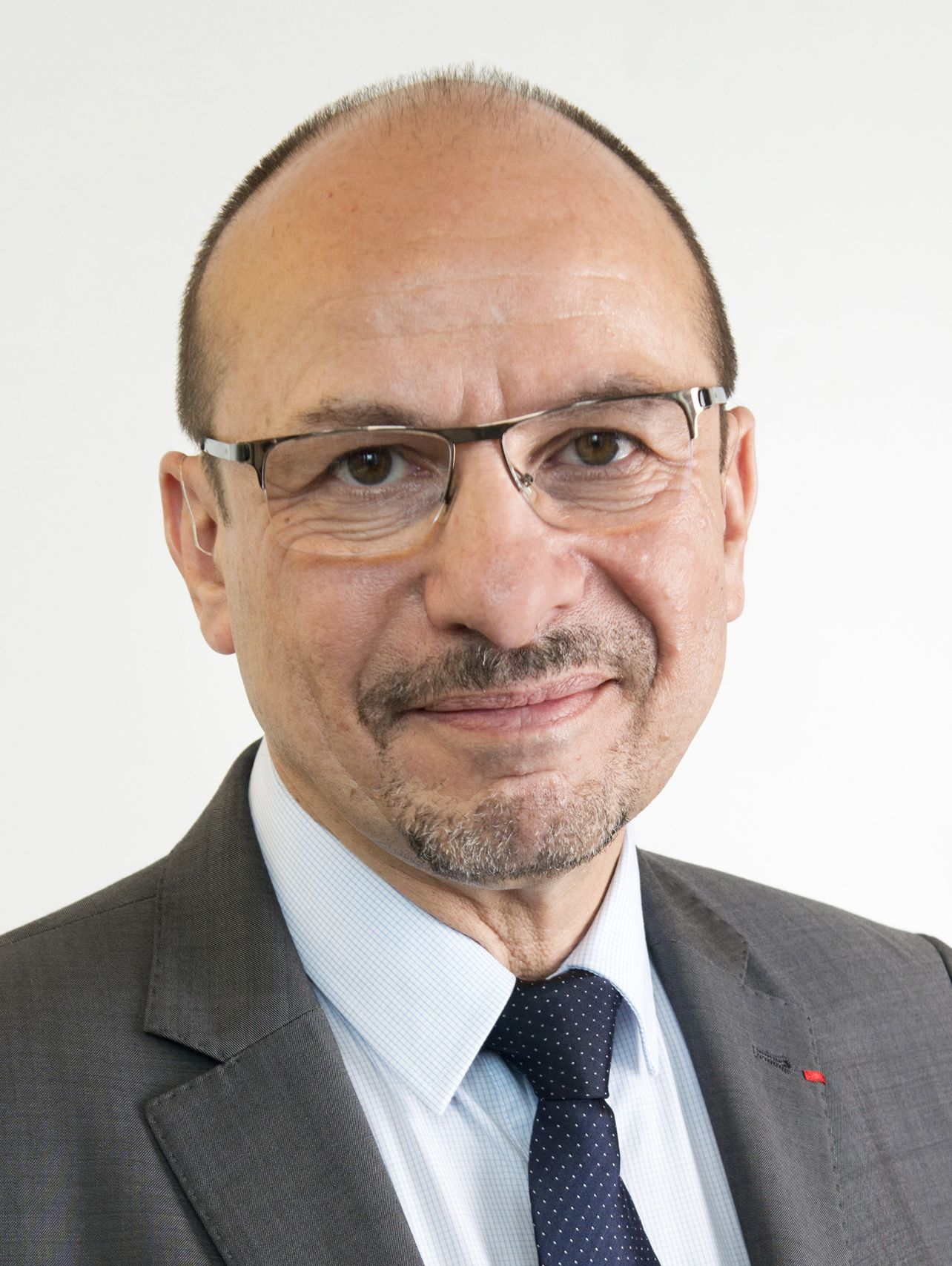
Yannick Blanc (2015–2016)
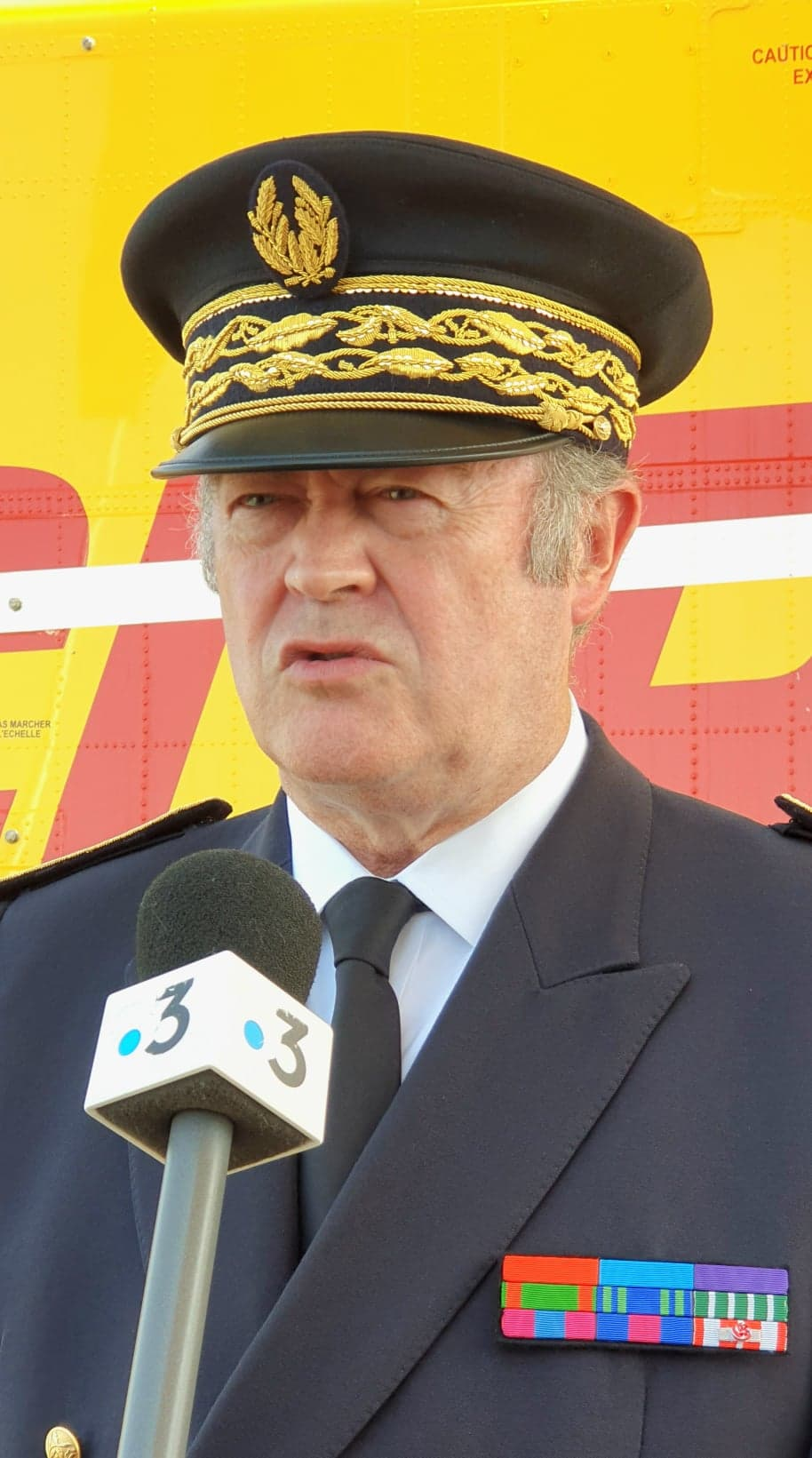
Amaury de Saint-Quentin (2019–2022)

## Cinquième République
| Date de nomination | Date de nomination | Nom                        | Fonction précédente                                                                     | Observations |
| ------------------ | ------------------ | -------------------------- | --------------------------------------------------------------------------------------- | --- |
| Préfets délégués   |                    |                            |                                                                                         | |
| 19 septembre 1964  | [ 1 ]              | André Chadeau              | Conseiller technique au cabinet du ministre Roger Frey                                  | Nommé directeur adjoint du cabinet du ministre Christian Fouchet)                                                       |
| 13 septembre 1967  | [ 2 ]              | Maurice Paraf (d)          | Préfet du Cantal                                                                        | (sera titularisé) |
| Préfets            |                    |                            |                                                                                         | |
| 21 décembre 1967   | [ 3 ]              | Maurice Paraf (d)          | (était préfet délégué)                                                                  | Nommé directeur général des collectivités locales                                                                       |
| 31 décembre 1971   | [ 4 ]              | François Bourgin (d)       | Préfet de la Corse                                                                      | Nommé préfet du Finistère                                                                                               |
| 13 juin 1974       | [ 5 ]              | Gilbert Carrère (d)        | Conseiller technique au secrétariat général de la Présidence de la République           | Nommé préfet de la région Limousin, préfet de la Haute-Vienne                                                           |
| 22 janvier 1979    | [ 6 ]              | Claude Bussière (d)        | Directeur de cabinet du préfet de police                                                | Nommé directeur adjoint du cabinet de Gaston Defferre, ministre d'État de l'intérieur et de la décentralisation         |
| 16 juillet 1981    | [ 7 ]              | Pierre Jourdan (d)         | Préfet du Finistère                                                                     | Nommé préfet hors cadre, devient en 1986 directeur du cabinet du ministre délégué chargé de la sécurité Robert Pandraud |
| 6 août 1985        | [ 8 ]              | Pierre Blondel (d)         | Préfet d'Indre-et-Loire                                                                 | Nommé préfet hors cadre                                                                                                 |
| 19 juillet 1989    | [ 9 ]              | Jean-Louis Destandau (d)   | Directeur du cabinet du préfet de la région d'Île-de-France                             | Nommé préfet des Alpes-Maritimes                                                                                        |
| 26 février 1992    | [ 10 ]             | Jean-Jacques Pascal        | Directeur central des renseignements généraux                                           | Nommé Directeur des journaux officiels de la République française                                                       |
| 29 juin 1995       | [ 11 ]             | Philippe Deslandes         | Préfet d'Eure-et-Loir                                                                   | Nommé Conseiller de Gouvernement pour l'Intérieur de la Principauté de Monaco                                           |
| 22 janvier 1998    | [ 12 ]             | Jean-Pierre Lacroix        | Préfet du Morbihan                                                                      | Nommé préfet de la Région Corse, préfet de la Corse-du-Sud                                                              |
| 24 juin 1999       | [ 13 ]             | Michel Mathieu             | Délégué interministériel à la lutte contre le travail illégal                           | Nommé haut-commissaire de la République en Polynésie française                                                          |
| 8 novembre 2001    | [ 14 ]             | Jean-Michel Bérard (d)     | Préfet de Maine-et-Loire                                                                | Nommé préfet de la région Auvergne, préfet du Puy-de-Dôme                                                               |
| 29 avril 2004      | [ 15 ]             | Christian Leyrit           | Préfet de la Charente-Maritime                                                          | Nommé préfet de la région Corse, préfet de la Corse-du-Sud                                                              |
| 9 juillet 2007     | [ 16 ]             | Paul-Henri Trollé (d)      | Directeur de cabinet du préfet de police de Paris                                       | Nommé contrôleur général des armées en mission extraordinaire, mais demande la retraite                                 |
| 21 janvier 2010    | [ 17 ]             | Pierre-Henry Maccioni (en) | préfet de La Réunion                                                                    | Nommé préfet de la région Haute-Normandie, préfet de la Seine-Maritime                                                  |
| 17 janvier 2013    | [ 18 ]             | Jean-Luc Névache           | Directeur de cabinet de Marisol Touraine, ministre de la Santé et des Affaires sociales | Coordonnateur national de la réforme des services déconcentrés de l'État auprès du Secrétaire général du Gouvernement   |
| 29 janvier 2015    | [ 19 ]             | Yannick Blanc              | préfet de Vaucluse                                                                      | Nommé conseiller du Gouvernement, haut-commissaire adjoint à l'engagement civique                                       |
| 14 avril 2016      | [ 20 ]             | Jean-Yves Latournerie (d)  | Conseiller du Gouvernement                                                              | Nommé inspecteur général en service extraordinaire auprès de l'inspection générale des finances                         |
| 29 mai 2019        | [ 21 ]             | Amaury de Saint-Quentin    | Préfet de La Réunion                                                                    | Nommé préfet de la Corse, préfet de la Corse-du-Sud                                                                     |
| 9 mars 2022        | [ 22 ]             | Philippe Court (d)         | Préfet du Calvados                                                                      | |